# FastStone Image Viewer
FastStone Image Viewerは、Microsoft Windowsの画像ビューアおよびオーガナイザーであり、バージョン7.0以降、個人および教育用に無料で提供されている。プログラムには、基本的な画像 編集 ツールも含まれています。バージョン3.1以降、多言語 バージョンが利用可能になり、中国語、デンマーク語、オランダ語、フランス語、ドイツ語、ハンガリー語、イタリア語、ノルウェー語、ポーランド語、ポルトガル語、ロシア語、スペイン語、およびスウェーデン語がサポートされている。

## 機能
ハイライト：
- Lanczosリサンプリング アルゴリズムを使用した、比較的高速なHQ画像のサムネイル表示
- マルチモニター構成のサポート
- ドラッグアンドドロップによるカスタムオーダーの手配、および自動番号変更
- 名前の変更と変換を含むバッチ操作
- 色空間管理（部分的、モニター プロファイルは無視する）
- 拡大鏡 レンズ
- インストールせずに使用するポータブルバージョン（通常、すべてのユーザー設定を含め、USBフラッシュドライブにインストールされる。）
- 不可逆ファイル形式（JPEGなど）で保存する場合の品質低下のプレビュー。
- フルスクリーン モードの場合、マウスが触れている境界線に画像 ギャラリー、詳細な画像情報、編集オプション、またはプログラムオプションがポップアップ表示される。